# Chaetomium
Chaetomium — рід аскомікотових грибів родини Chaetomiaceae. Назва вперше опублікована 1817 року.

## Поширення та середовище існування
Сапрофітний грибок, який поширений по всьому світу. Мешкає переважно на рослинах, у ґрунті, в соломі, у гною.

## Патогенність
Chaetomium є одними з грибів, що викликають інфекції у людей, які називають феогіфомікозом. Повідомлялося про смертельний глибокий мікоз, спричинений Chaetomium, у хазяїна з ослабленим імунітетом. Через Chaetomium можуть розвинутися також абсцес головного мозку, перитоніт, шкірні ураження та оніхомікоз.

## Макроскопічні особливості
Колонії Chaetomium швидко розростаються, маючи спочатку бавовняно-білий колір. Зрілі колонії набувають сірого до оливкового кольору. Зі зворотного боку колір стає коричневим до червоного або коричневого до чорного.

## Види
База даних Species Fungorum станом на 21.10.2019 налічує 208 видів роду Chaetomium (докладніше див. Список видів роду Chaetomium).